# Berenguer de Palou (trobador)
|  | No s'ha de confondre amb Berenguer de Palou II. |

Berenguer de Palou (o Berenguer de Palol, o de Palazol) (segona meitat del segle xii) va ser un trobador català, del comtat del Rosselló.

## Vida
Es tenen poques notícies d'aquest trobador. Segons explica la vida, fou un cavaller de Palol -Palazol, tal com grafia la vida-, al Rosselló, i és difícil identificar-lo amb algun personatge de l'època a partir d'altres documents, ja que durant els segles XII i xiii abunden els catalans que porten aquests noms. Sempre segons la vida, fou un cavaller pobre, però destre, instruït i bo amb les armes. Trobà bé cançons i cantava d'Ermessenda d'Avinyó, muller d'Arnau d'Avinyó, fill de Maria de Peiralada.
Es conserven dotze composicions seves, totes de temàtica amorosa, de les quals vuit van acompanyades de notacions musicals en el cançoner R; això el converteix en un dels pocs trobadors catalans la música dels quals es conserva i un dels trobadors amb un percentatge alt de música conservada sobre el conjunt de l'obra.
Una de les seves cançons (S'ieu sabi'aver guiardo) descriu la total submissió del trobador a la seva dama. Com a curiositat es pot observar que en la darrera estrofa diu que no ha volgut allargar més la composició perquè vol que la recordin bé Gausfred III de Rosselló i els seus companys, la qual cosa ens pot indicar que no només els joglars cantaven les cançons dels trobadors, sinó que es tenia la intenció que els mateixos cortesans les recordessin i també hi donessin publicitat. La referència a Gausfred permet, a més, situar cronològicament el trobador, ja que Gausfred morí el 1164. Això el fa probablement el trobador català conegut més antic.

## Obra
Algunes d'aquestes poesies s'atribueixen, segons en quin cançoner es conserven, a altres trobadors.
* (47,1) Ab la fresca clardat (cançó; amb música conservada al cançoner R)
- (47,2) Aissi com hom que senher ochaizona (cançó)
- (47,3) Aital dona cum ieu sai (cançó; amb música conservada al cançoner R)
- (47,4) Bona dona, cuy ricx pretz fai valer (cançó; amb música conservada al cançoner R)
- (47,5) De la gensor qu'om vey', al mieu semblan (cançó; amb música conservada al cançoner R)
- (47,6) Dona, la genser qu'om veya (cançó; amb música conservada al cançoner R)
- (47,7) Dona, si totz temps vivia (cançó; amb música conservada al cançoner R)
- (47,8) Mais ai de talan que no suelh (cançó)
- (47,9) S'ieu anc per fol' entendensa (sirventès-cançó)
- (47,10) S'ieu sabi' aver guiardo (cançó)
- (47,11) Tant m'abelis joys et amors et chans (cançó; amb música conservada al cançoner R)
- (47,12) Totz temoros e doptans (cançó; amb música conservada al cançoner R)